# Hrabstwo Putnam (Ohio)
Hrabstwo Putnam (ang. Putnam County) – hrabstwo w stanie Ohio w Stanach Zjednoczonych. Obszar całkowity hrabstwa obejmuje powierzchnię 484,23 mil2 (1 254,15 km²). Według danych z 2010 r. hrabstwo miało 34 499 mieszkańców. Hrabstwo powstało 1 kwietnia 1820 roku i nosi imię Israela Putnama - generała w wojnie o niepodległość Stanów Zjednoczonych.

## Sąsiednie hrabstwa
- Hrabstwo Henry (północ)
- Hrabstwo Wood (północno-wschodni narożnik)
- Hrabstwo Hancock (wschód)
- Hrabstwo Allen (południe)
- Hrabstwo Van Wert (południowy zachód)
- Hrabstwo Paulding (zachód)
- Hrabstwo Defiance (północny zachód)

## Wioski
- Belmore
- Cloverdale
- Columbus Grove
- Continental
- Dupont
- Fort Jennings
- Gilboa
- Glandorf
- Kalida
- Leipsic
- Miller City
- Ottawa
- Ottoville
- Pandora
- West Leipsic
- Vaughnsville (CDP)